# Simi Valley

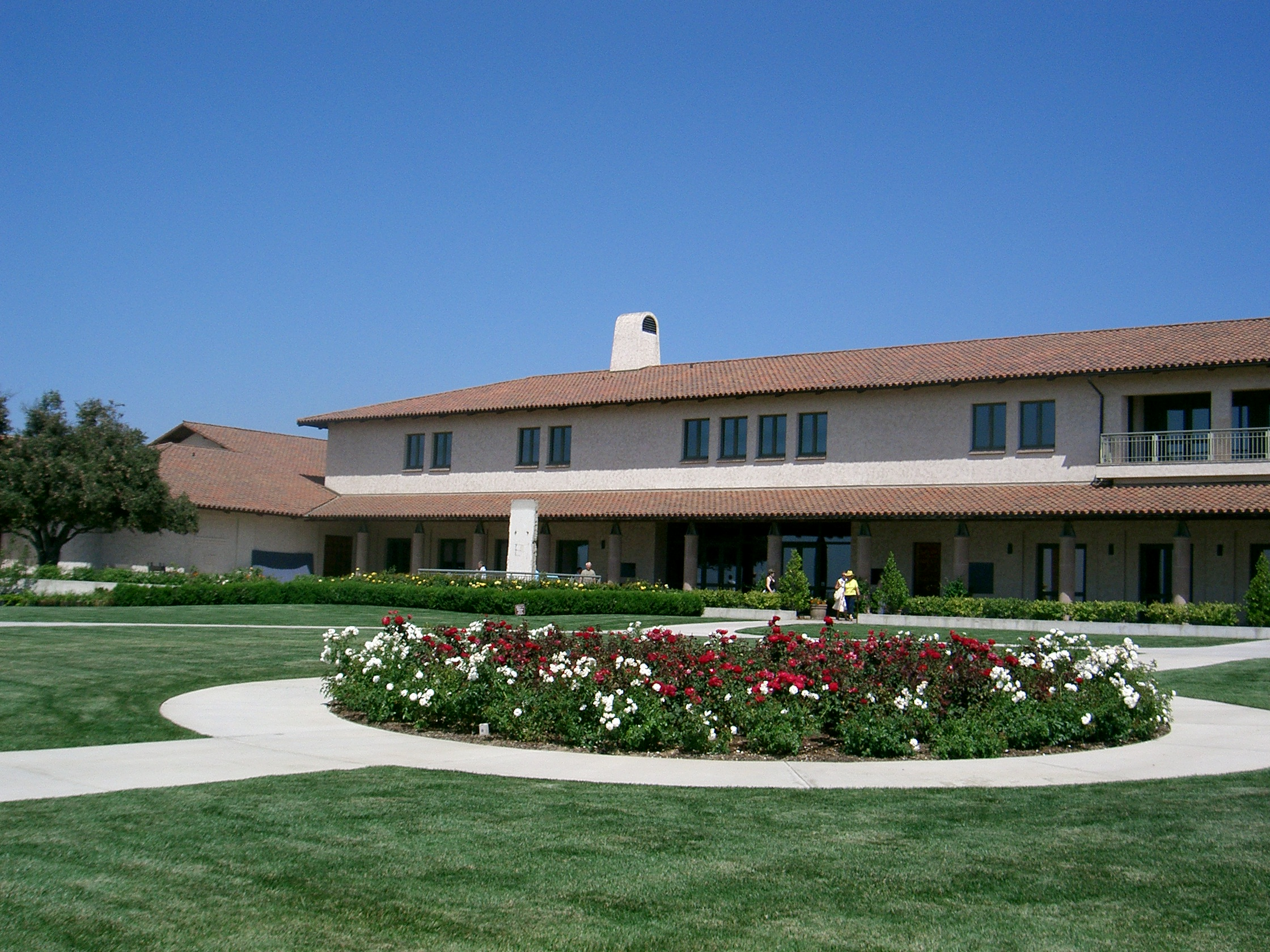
Ogród biblioteki prezydenckiej Ronalda Reagana

Simi Valley – miasto w Stanach Zjednoczonych, w hrabstwie Ventura w stanie Kalifornia, na północny zachód od Los Angeles, u podnóża gór Santa Susana i Santa Monica. Około 121 tys. mieszkańców.